# Остромов, или Ученик чародея
«Остромов, или Ученик чародея» — 750-страничный роман Дмитрия Быкова о деле ленинградских масонов 1926 года, опубликованный в 2010 году. Завершение «безымянной» трилогии, начатой романами «Оправдание» (2001) и «Орфография» (2003). Лауреат премии «Национальный бестселлер» и второй премии «Большая книга».

## Содержание
В нэповском Ленинграде объявляется авантюрист Остромов и перед своим отбытием за границу организовывает при поддержке ОГПУ масонский кружок. За духовным знанием тянутся многие из тех, кто втайне ностальгирует по «старому режиму». В кружок оказывается вовлечён и чистый душой юноша, Даниил Галицкий. Невзирая на лжеучительство Остромова и преследования чекистов, Галицкий приобщается к эзотерическим знаниям и овладевает тайной левитации…
По страницам книги проходит бесчисленное множество второстепенных и третьестепенных персонажей (как правило, лиц реально существовавших или поверхностно закамуфлированных). Сюжетная линия трикстера Остромова развивается по правилам плутовского романа (с отсылками к Остапу Бендеру и героям Булгакова), линия же Галицкого соответствует жанру воспитательного романа.
По свидетельству автора, прообразом Остромова послужил арестованный в 1926 году мартинист Астромов-Кириченко (ученик Ломброзо), а образ Даниила Галицкого основан на Данииле Жуковском и на Данииле Андрееве. К самому масонству автор относится скептически:
Масонство — замечательный пример сетевой структуры, построенной вокруг пустоты. Думаю, где-то степени на пятнадцатой-двадцатой должно открываться как раз, что никакого тайного учения нет, а есть схема поведения. Классический пример каши из топора, что вовсе не обесценивает самой каши.

## Критика
«Остромов», как и предыдущие романы Быкова, подвергся критике за отсутствие чувства меры: избыточное количество малозначимых персонажей и не относящихся к сюжету исторических анекдотов, затянутые отступления на отвлечённые темы, опрокинутые в прошлое суждения автора о текущем положении в России, а также «искусственный, книжный язык, нивелирующий индивидуальность персонажей». Кроме того, книга дала повод для упрёков автора в «акцентированной гомофобии».